# Ddāl (Urdu-Buchstabe)

Der Buchstabe in isolierter Form

Ddāl ist ein arabischer Buchstabe, der Bestandteil des erweiterten arabischen Alphabetes des Urdu ist. Er ist abgeleitet vom arabischen Buchstaben Dāl (د) durch die Hinzufügung eines hochgestellten Ṭā' (ط).
Der Lautwert in Urdu ist ein stimmhafter retroflexer Plosiv (IPA: [ɖ]). Der Buchstabe gehört somit zu den drei retroflexen Konsonanten in Urdu, die im Arabischen nicht existieren und daher dem ursprünglichen arabischen Alphabet hinzugefügt wurden.
Das ڈ ist auch in den arabischen Alphabeten des Sprachen Panjabi und Kashmiri in Verwendung, wo es ebenfalls für den stimmhaften retroflexen Plosiv steht.
| Unicode Codepoint | U+0688             |
| Unicode-Name      | Arabic letter Ddal |
| HTML              | &#1672;            |